# Cantó de Lautrèc
El cantó de Lautrèc és un cantó francès del departament del Tarn, situat al districte de Castres. Té 10 municipis i el cap cantonal és Lautrèc.

## Municipis
- Brossa
- Jonquièiras
- Lautrèc
- Montdragon
- Montpinhièr
- Peiregós
- Puègcalvèl
- Sent Guinièis
- Sant Julian dal Puòg
- Venés

## Història
| Data d'elecció                           | Identitat        | Partit        | Qualitat |
| ---------------------------------------- | ---------------- | ------------- | -------- |
| 1985-1992                                | François Delga   | UDF           |          |
| 1992-2004                                | Claude Mauriès   | Divers droite |          |
| 2004-                                    | Christian Galzin | Divers droite |          |
| les dades anteriors no són pas conegudes |                  |               |          |
|                                          |                  |               |          |

## Demografia
| 1962  | 1968  | 1975  | 1982  | 1990  | 1999  | 2006  |
| ----- | ----- | ----- | ----- | ----- | ----- | ----- |
| 3.682 | 4.132 | 3.832 | 4.172 | 4.235 | 4.363 | 4.863 |